# إريك ليندمان
إريك ليندمان (بالألمانية: Erich Lindemann)‏ هو مدرس ثانوي وعالم نبات ألماني، ولد في 8 مايو 1892 في غوسترو في ألمانيا، وتوفي في 2 مايو 1945.